# Detlef Kobjela
Detlef Kobjela (* 7. April 1944 in Willmersdorf bei Cottbus; † 18. Mai 2018 in Bautzen) war ein sorbischer Komponist und Musikwissenschaftler. Seit den 1970er Jahren prägte er mit seinen Kompositionen und musikwissenschaftlichen Arbeiten maßgeblich die sorbische Musiklandschaft in der Nieder- und Oberlausitz und leistete damit einen wichtigen Beitrag zur Erhaltung und Entwicklung der sorbischen Musikkultur.

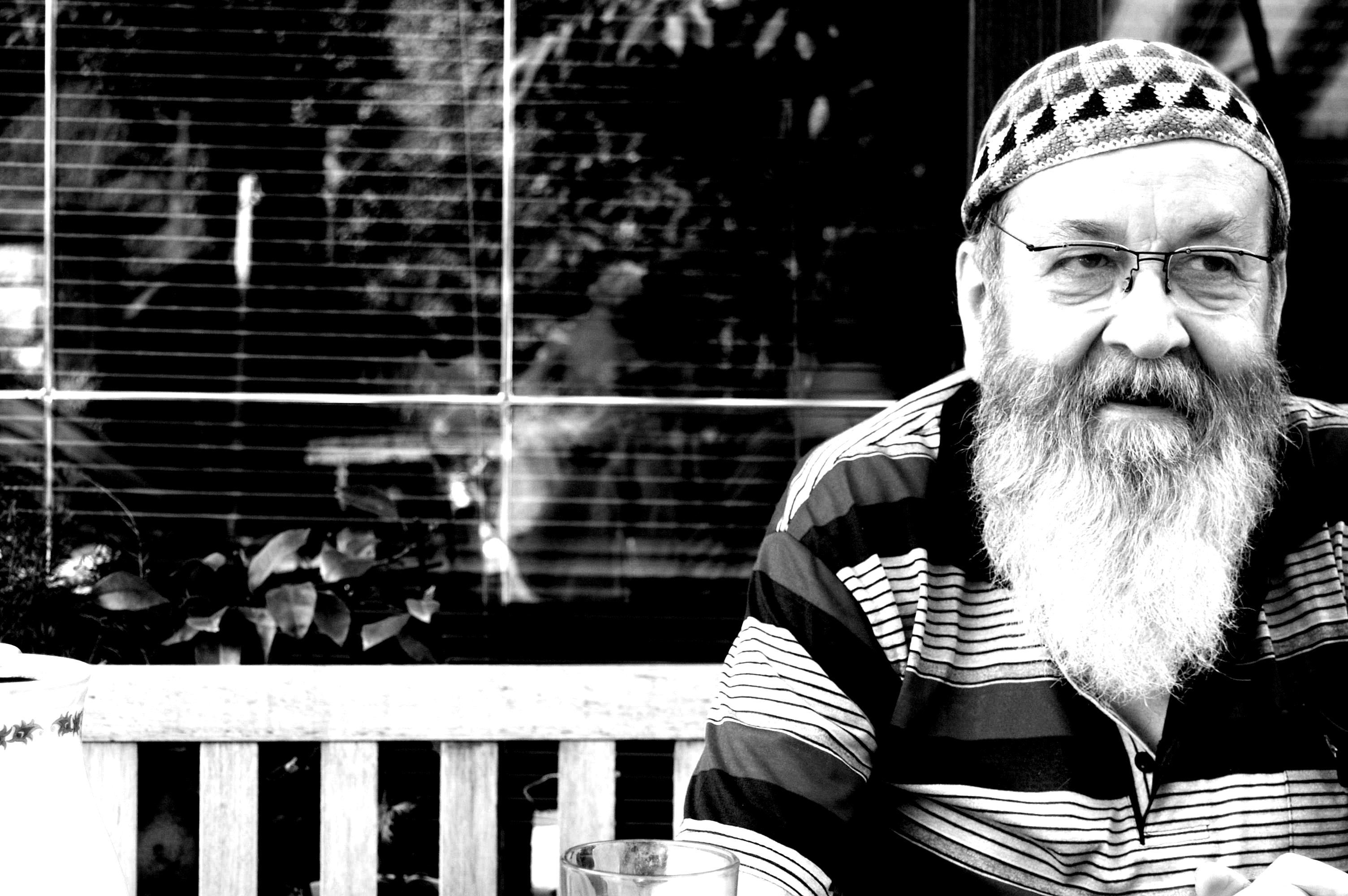
Detlef Kobjela, 2010

## Leben

### Kindheit und Jugend 1944–1963
Detlef Kobjela war das erstgeborene Kind Ewald Kobjelas und seiner damaligen Frau, Elfriede. Ewald Kobjela war Bäckermeister in Willmersdorf bei Cottbus und betrieb neben der Bäckerei einen Kolonialwarenladen und die Poststelle des Dorfes. Aufgrund der ausgeprägten Liebe des Vaters zur Musik erhielt sein Sohn, Detlef, seit seinem fünften Lebensjahr Klavierunterricht – zunächst von seinem Onkel, Werner Neumann, der in Cottbus Musiklehrer war. Ab der sechsten Klasse nahm er kontinuierlich Unterricht an der Volksmusikschule Cottbus (heute Konservatorium Cottbus) in den Fächern Klavier, Violine, Musiktheorie und Musikgeschichte. Seit seinem zehnten Lebensjahr half Kobjela ebenfalls seinem Vater in der Bäckerei und im Kolonialwarenladen, bevor er mit 14 Jahren auf die damalige Sorbische Oberschule (heute Niedersorbisches Gymnasium) in Cottbus wechselte. Aus unklaren Gründen unterbrach Kobjela ab der zehnten Klasse den Unterricht an der Musikschule. Jedoch blieb sein musikalisches Interesse ungetrübt. Der junge Kobjela, welcher von seinen Klassenkameraden „Mozart“ genannt wurde, leitete seit dieser Zeit den Schulchor als Assistent des damaligen Musiklehrers, wie auch selbstständig bei Proben und Auftritten.
1962 absolvierte Kobjela sein Abitur an der Sorbischen Oberschule und begann eine Buchhalterlehre in Cottbus, nachdem ihm die Aussicht auf ein Lehrerstudium für Mathematik und Physik vom Direktor der Sorbischen Oberschule versagt wurde. Jedoch brach er diese Lehre nach einem Jahr aufgrund einer Zeitungsannonce ab, nach welcher an der Humboldt-Universität zu Berlin Studenten für die Pädagogikfächer Musik und Deutsch gesucht wurden. 1963 bewarb er sich und bestand die Aufnahmeprüfung.

### Studium und Armeezeit 1963–1969
Kobjela hatte nie vor, nach dem Studium dauerhaft als Lehrer zu arbeiten. Sein Studienplan erlaubte ihm zudem, mehr seinen Neigungen entsprechende Fächer zu belegen: Musikwissenschaft und Komposition, Partiturspiel, Instrumentalunterricht. Er wechselte des Weiteren von der Violine auf die Bratsche. 1967 schloss er sein Studium in den Fächern Musikpädagogik, Germanistik und Musikwissenschaft ab. Gegenstand seiner Diplomarbeit waren „Formale Spezifika des sorbischen Volksliedes“. Bereits in seinem letzten Studienjahr wurde ihm eine Stelle als Musikdramaturg im Sorbischen Nationalensemble (SNE) in Bautzen angeboten. Er nahm das Angebot an, hatte sich jedoch dazu verpflichtet, zunächst hauptberuflich als Lehrer für Deutsch und Musik an der damals zur „Sorbischen Erweiterten Oberschule“ umbenannten Schulstätte seiner Jugend zu unterrichten. Doch bereits nach einem Jahr erhielt Detlef Kobjela seinen Einberufungsbefehl zum Wehrdienst in der NVA, welchen er in den Jahren 1968/69 bei der Bereitschaftspolizei in Cottbus ableistete. In dieser Zeit wurden ihm als einfachem Gefreiten unvorhergesehen die Aufgaben des aus dem Dienst geschiedenen Kulturoffiziers übertragen. Diese Aufgaben bestanden zum Großteil in der Leitung mehrerer Soldaten-Gesangsvereine.

### Musiklehrer, Dramaturg, Kritiker in Cottbus/Bautzen 1969–1980
1967 bis 1980 lebte Detlef Kobjela in Cottbus. Nach seinem Wehrdienst pendelte er wöchentlich nach Bautzen für seine Arbeit als Musikdramaturg im Sorbischen Nationalensemble. Des Weiteren wirkte er bis 1981 als Musiklehrer an der Sorbischen Erweiterten Oberschule in Cottbus sowie von 1970 bis zur Wende 1990 als Wissenschaftlicher Sekretär des „Arbeitskreises Sorbischer Musikschaffender im Verbande der Komponisten und Musikwissenschaftler der DDR“. Neben dieser Position, in der er maßgeblich an der Organisation und Beförderung sorbischer Musik beteiligt war, war er in Cottbus auch als geachteter Kritiker tätig. Er schrieb zahlreiche Rezensionen, unter anderem über Konzerte des Cottbuser Theaters. 1977 musste der Komponist sich einer Zwölffingerdarm-Operation unterziehen. Als Konsequenz dieses Eingriffes fror Kobjela bis 1980 die meisten seiner Projekte ein, um mehr Ruhe zu erlangen, und arbeitete überwiegend nur noch freiberuflich.

### Bautzen 1980 bis 2018
1980 übernahm Detlef Kobjela den Posten des Chefmusikdramaturgen am Sorbischen Nationalensemble und zog nach Bautzen. Kobjela, der seit 1962 Mitglied der DDR-Blockpartei National-Demokratischen Partei Deutschlands (NDPD) war, wurde im Mai 1987 auf dem 13. NDPD-Parteitag in den Hauptausschuss der Partei gewählt. Er war damals gleichzeitig Vorsitzender der Kreisleitung Bautzen des Kulturbundes der DDR. Von 1990 bis 1995 war er schließlich Intendant des Ensembles. Seit seinem Ausscheiden lebte er als freiberuflicher Komponist in Bautzen. Im Dezember 2001 musste an Kobjela ein operativer Eingriff vollzogen werden. Durch Komplikationen fiel er in ein mehrwöchiges Koma aufgrund eines multiresistenten Virus, der ihn während der Operation befallen hatte. Die medizinische Behandlung war erfolgreich. Die vollkommene Genesung blieb jedoch aus, was ihn allerdings nicht davon abhielt, weiter als Komponist und Musikwissenschaftler für die sorbische Kultur zu wirken. Am 18. Mai 2018 starb Detlef Kobjela im Alter von 74 Jahren in Bautzen.

## Musikalisches Werk
Seit 1968 trat Kobjela als Komponist hervor. Sein Schaffen umfasst nahezu alle musikalischen Gattungen, darunter auch Filmmusik sowie zahlreiche Lieder und Chormusik.
Kobjela verknüpft Strukturen zeitgenössischer Musik mit den Musiktraditionen seiner sorbischen Heimat. In dem der Trauer gewidmeten Werk „Nänia (Nenia)“ erzeugen Zitate aus Mozarts Requiem und dem altslawischen Choral „Ow stracha dźeń“ (O Tag der Angst) ein überaus reizvolles Spannungsverhältnis. In einigen jüngeren Kompositionen erschloss Kobjela sich mit Gitarre, Akkordeon und Orgel neue Klangwelten. Einen Schwerpunkt seiner Arbeit bildete nach wie vor das Liedschaffen.
Die Werke von Detlef Kobjela werden vor allem in seiner sorbischen Heimat (Ober- und Niederlausitz, Cottbus, Bautzen) aufgeführt, unter anderem in dem Dorf Horno in der Zeit vor seiner Abbaggerung, jedoch stoßen sie zunehmend vor allem im Ausland auf Interesse (Italien, Finnland, Schweiz).

### I. Sinfonik
- Adagietto – für Bläser (UA 1974)
- Episoden – für Orchester (UA 1976)
- Concertino – für Oboe und Streichorchester (UA 1979)
- Krabat (Ein musikalisches Märchen) – sinfonische Suite in fünf Sätzen für großes Orchester (UA 1980)
- Kantilene – für Klarinette und Orchester (UA 1982)
- Ballade – für Oboe, Violoncello und Orchester (UA 1985)
- Reflexionen – für Viola, Violoncello und Orchester (UA 1986)
- Tranquillo („Śišyna – Die Stille“) – für Streichquartett und Orchester (UA 1989)
- Koło Sostenuto – für Streichorchester (UA 1990)
- Nenia – für Viola und Streichorchester (UA 1991)
- Heiligabendnah (Festliche Weihnachtsmusik) – für Streich-Orchester und Cembalo (UA 1993)
- Thronberg – Suite aus „Das Jahr der Könige“ – für Orchester (UA 2001)
- Reminiszenzen – für Streicher (UA 2005)
- Fastoso – für Blechbläser (UA 2005)

### II. Musiktheater
- „Fantasia Na Lubinje“ („Das Jahr Der Könige“) – Balletoper für Ballett, Alt-Solo, Chorsoli(4), Chöre, Orchester (UA 1998)
- „Lessing Goes Opera oder Die Liebenden Von Ephesos“ – Musikalische Komödie im alten Styl für 6 Solisten, 6 Chorsolisten, Chöre, Orchester (UA 2000)
- „Spreewaldoperette – Wandas Strümpfe“ – Operette für Soli, Chöre Orchester (UA 2009)

### III. Kammermusik
- Duo – für Violine und Viola (1971)
- Sätze (3) – für Streichquartett (1972)
- Sonatine – für Violoncello und Klavier (1973)
- Illustrationen – für Violoncello – Solo (1982)
- Intermezzo – für Streichquartett (1984)
- Cowanje (Träumerei) – nach einer Balletszene bearbeitet von Liana Bertók für Klavier (1987)
- Legende (Erinnerung an einen Freund) – für Streichquartett (1988)
- Tranquillo – bearbeitet von Liana Bertók nach dem gleichnamigen sinfonischen Stück für Klavierquintett (1991)
- Sacro – für Streichquartett (1991)
- Initialen (12) – für Violoncello – Solo (1994)
- Divertimento – für Violine, Gitarre und Akkordeon (1996)
- Barkarole – für Flöte und Gitarre (1996)
- Intrada Rusticale – für Klarinette und Horn (1996)
- Präludien (3) – für Klarinettenquartett (1997)
- Zastaničko (Ständchen) – für 3 kleine sorbische Fiedeln, 2 große sorbische Fiedeln, Dudelsack und Tarakawa (1997)
- Gronka (Sprüche) – für große sorbische Fiedel (1997)
- Klavierstücke (3) (1997)
- Aria – für Klarinette und Orgel (2002) Fassung für Violine und Orgel (2006)
- Poem – für Violine, Klarinette und Klavier (2003)
- Inquieto – für Flöte, Violine und Klavier (2004)
- Elegie – für Orgel (2005)
- Dialog – für Marimbaphon (2006)
- Kwasne Hrončka (Hochzeitsständchen) – für sorbische Volksmusikanten (2007)

### IV. Kunstlieder
23 Kunstlieder, darunter die vier Zyklen:
- Dein Lieben kam zu mir – für Bariton und Klavier (1976)
- Drei Lieder auf Texte von Mina Witkojc – für Sopran, Bariton und Streichsextett. Klavierfassung von Liana Bertók (1976)
- Gesänge (Spiwanja) – für Bariton, Violoncello und Klavier (1978)
- Śichej Spiwani (Stille Gesänge) auf Texte von Irmgard Kuhlee – für Bariton und Klavier (1997)

### V. Konzertante Orchestermusik
Zwölf Ballettszenen, Tänze u. a. mit Klavierauszügen für Tanzensemble und Orchester, darunter:
- Spremberger Suite (Grodkojska swita) (1976)
- Zalubowany Wowčer (Der verliebte Schäfer) (1980)
- Rybarske Cowanje (Fischertraum) (1985)
- Chodojty (Hexen) (1991)

### VI. Bühnenmusik
10 Gesangs- und Tanzszenen mit Klavierauszügen für Tanzensemble und andere, darunter:
- Swjedźeński Nastup (Festpolonaise) – für Chor, Sprecher(in) und Orchester (1976)
- Zastupowe Wuzněśe (Fastnachtsausklang) – für Frauenchor und Orchester (1983)
- Zwony (Glocken) – für Sprecher(in), Chöre, Trumscheit und Orchester (1989)
- Dolnoserbska Swajźba (Wendische Hochzeit) – für Soli, Chöre und Orchester (1997)
- Nalětniny (Frühlingsfest) – für Soli, Chöre und Orchester (2002)

### VII. Vokalzyklen (Chorsuiten)
9 Zyklen, darunter:
- Doma Rědnje Jo (Zuhause ist es schön) – für Chöre und Klavier (2000)

### VIII. Chöre
15 Chorlieder, darunter:
- Ich träumte die Glocken schlagen – für Sprecher, Chorvokalise und Klavier oder Orchester (1989)
- Bohu budź chwała (Ehre sei Gott) – Choral für vierstimmigen gemischten Chor mit Orgel- oder Streicherbegleitung (2005)

### IX. Lieder
25 ein- bis dreistimmige Lieder für Singstimme(n) oder Chor mit Klavier-, Gitarren-, Akkordeon- oder Flötenbegleitung, darunter:
- Pojźćo młode (1970)
- Při dźiwej Jabłučinje (1972)
- Jahodkarka (1973)
- Rědnosć Domownje (1974)
- Der Seemann liebt sein Hamburg (1999)
- Domowina (Heimat) (2001)

### X. Sonstiges
33 Tanzbilder, Volksliedbearbeitungen, Lieder, Instrumentalstücke oder Filmmusiken, darunter:
- La valse mediterrane – für Klavier (1966)
- Perečko, Belave (Die weiße Feder) – slowakisches Tanzbild für Volksmusikantengruppe (1981)
- Musik zum Dokumentarfilm „Domowina“ (1982)
- Musik zum Animationsfilm „Der Wassermann als Braschka“ (1988)
- Maientanzszene – für Klarinette, Trompete, Akkordeon, Perkussion und Kontrabass (1991)
- Wjacorne zacuśe (Abendempfindung) – Volksliedbearbeitung für dreistimmigen gemischten Chor a cappella (1996)
- Són wo jědlence (Der Traum vom Tannenbaum) – Musik zum Märchenspiel von Wórša Wićazowa – „Jělenka“ (Lied vom Tannenbaum) für Klavier und Gesang (2002)

## Schriften
Detlef Kobjela veröffentlichte auch eine umfangreiche Studie zur sorbischen/wendischen Musikgeschichte:
- Detlef Kobjela, Werner Meschkank: Vom Regenzauberlied bis zur wendischen Pop-Ballade – Ein Beitrag zur Musikgeschichte der Lausitz unter besonderer Darstellung der niedersorbischen Musikgeschichte. (=Potsdamer Beiträge zur Sorabistik. Band 3). Potsdam 2000. (online, PFD, 17 MB)